# Сектьюи, Тарик
Тари́к Сектьюи́ (араб. طارق السكتيوي‎; род. 13 мая 1977, Фес) — марокканский футболист и футбольный тренер. Выступал на позиции крайнего полузащитника. Старший брат Абдельхади Сектьюи.

## Карьера

### Клубная
Карьеру начал в команде «Магриб де Фес», которая играла в 1996 году во 2-й лиге чемпионата Марокко. В сезоне 1996/97 «Магриб де Фес» стал победителем 2-й лиги и перешёл в 1-ю (высшую) лигу.
Тарик Сектьюи был замечен селекционерами из французского клуба высшей лиги «Осер». В 1997 году был заключён контракт. За «Осер» Тарик отыграл 2 сезона, выиграл в его составе Кубок Интертото 1997 года.
В 1999 году перешёл в клуб португальского высшего футбольного дивизиона «Маритиму». Закрепиться в составе этой команды ему не удалось.
Сезон 1999/2000 Тарик провёл в Швейцарии, играя за «Ксамакс».
В 2000 году перешёл в команду высшего дивизиона Нидерландов «Виллем II». Тарик сразу стал игроком основного состава, а затем и капитаном команды.
В 2004 году перешёл в АЗ, где вместе с Шотой Арвеладзе составил ударный тандем клуба. В сезоне 2004/05 АЗ занял 3-е место в чемпионате Нидерландов и дошёл до полуфинала Кубка УЕФА. В сезоне 2005/06 стал серебряным призёром чемпионата Нидерландов.
В 2006 году заключил контракт с португальским клубом высшего дивизиона «Порту», который тогда тренировал Ко Адриансе (тренер Тарика в «Виллем II»). Стать игроком основного состава ему не удалось, и вторую часть сезона 2006/07 Тарик провёл в команде высшего дивизиона Нидерландов «Валвейк».
В сезоне 2007/08 Тарик Сектьюи был одним из важнейших игроков «Порту», регулярно выходил на поле и в чемпионате Португалии, и в матчах Лиги чемпионов.
В сезоне 2008/09 Сектиуи сыграл всего в 9 матчах чемпионата.
Летом 2009 года на правах свободного агента перешёл в клуб «Аджман», который в сезоне 2008/09, заняв второе место в первой лиге, получил право выступать в высшей лиге чемпионата ОАЭ. Выступал за клуб до конца 2009 года.
Получив в январе 2010 года статус свободного агента, 9 месяцев не играл ни за один из профессиональных футбольных клубов. В сентябре заключил контракт с клубом «Магриб де Фес», выступавшем в высшей лиге Марокко, вернувшись, таким образом, в команду, с которой начиналась его профессиональная карьера. В 2011 году Сектьюи закончил с футболом.

### Международная
Тарик Сектьюи участвовал в чемпионате мира для игроков до 20 лет, проходившем в Малайзии (1997 год). За национальную сборную Марокко выступал с 2000 года. В её составе играл в финальной части Кубка африканских наций 2008 года. С 2010 года в сборную не привлекался.

### Тренерская
В 2013 году Сектьюи вновь вернулся в «Магриб де Фес», на этот раз в качестве главного тренера, и некоторое время возглавлял команду.

## Достижения
- Победитель Кубка Интертото: 1997
- Трёхкратный чемпион Португалии: 2006/07, 2007/08, 2008/09
- Обладатель Кубка Португалии: 2008/09
- Серебряный призёр чемпионата Нидерландов: 2005/06